# 13934 Kannami
13934 Kannami eller 1988 XE2 är en asteroid i huvudbältet som upptäcktes den 11 december 1988 av den japanska astronomen Yoshiaki Oshima vid Gekko-observatoriet. Den är uppkallad efter Kannami i Japan.
Asteroiden har en diameter på ungefär 5 kilometer.